# Girdraulic

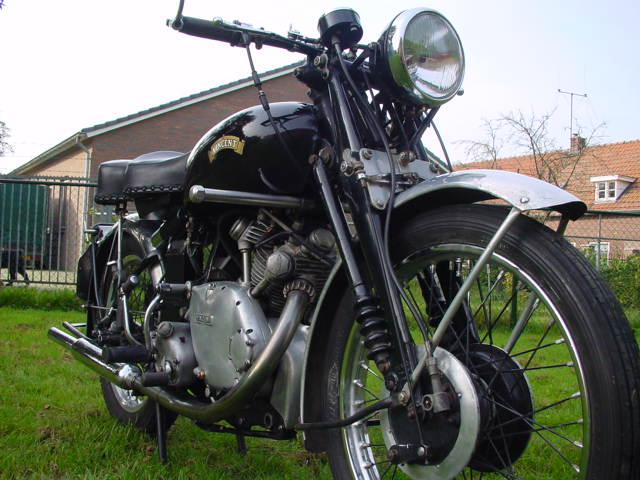
Girdraulic op een Vincent Comet van 1950

Een Girdraulic is een door Philip Vincent (van het motorfietsmerk Vincent) zelf ontworpen hydraulische parallellogramvork, die vanaf 1948 werd gebruikt. Ook Harley-Davidson paste het systeem toe.

## Externe bron
- The Vincent Girdraulic Fork Glitch